# Autism Research Institute

L'Autism Research Institute (ARI) est un organisme à but non lucratif situé à San Diego, qui promeut des traitements alternatifs de l'autisme. Il soutient la recherche sur l'autisme, la mise en réseau et des programmes d'éducation pour les patients et les médecins. Il fournit également des ressources telles que l'Autism Treatment Evaluation Checklist (ATEC), qui évalue les changements au fil du temps dans l'autisme symptômes associés.
L'ARI a été fondé en 1967 par Bernard Rimland. L'ARI a créé le programme Defeat Autism Now! (DAN!) en 1995. DAN! a promu l'idée désormais discréditée selon laquelle les vaccins causent l'autisme, et pourrait être traité par la chélation des métaux lourds dans l'organisme. Ce point de vue n'a pas été accepté par le domaine médical, mais reste populaire parmi de nombreux parents d'autistes. En 2011, l'ARI a pris ses distances vis-à-vis du DAN et a annoncé qu'elle ne publierait plus la liste des praticiens en question, qu'elle n'emploierait plus le slogan "Defeat Autism Now" car il ne reflétait pas de façon adéquate le contenu du programme et des personnes autistes se sont senties offensées par cette formulation. Elle a cependant continué de diffuser sur son site, jusqu'en 2020, une liste d'approches incluant des interventions discréditées ou dénuées de validité scientifique comme la chélation de métaux lourds, les immunoglobulines intraveineuses, la sécrétine, la thérapie hyperbare. 

## Histoire
L'Autism Research Institute (ARI) a été fondé en 1967 par Bernard Rimland, à l'origine sous le nom de Child Behavior Research Institute (CBRI). Rimland a fondé cet organisme en vue de promouvoir d'autres traitements de l'autisme, en particulier les vitaminothérapies qu'il expérimentent comme traitement pour la schizophrénie. Selon ARI, il a également étudié et publié des informations sur la thérapie comportementale dans les années 1960, 70 et 80. L'ARI a commencé à publier un bulletin d'information trimestriel, Autism Research Review International (ARRI), en 1987.